# Aleurotulus anthuricola
Aleurotulus anthuricola es un hemíptero de la familia Aleyrodidae, con una subfamilia: Aleyrodinae.
Fue descrita científicamente por primera vez por Nakahara en 1989.